# Magnus Isacsson
Ed Magnus Isacsson, född 3 januari 1948 i Laxarby församling, dåvarande Älvsborgs län, död 2 augusti 2012 i Montreal i Quebec i Kanada, var en svensk-kanadensisk dokumentärfilmare.
Magnus Isacsson var son till konstnären Arne Isacsson och läraren Kerstin, ogift Renqvist, samt systerson till konstnären Torsten Renqvist. Han studerade statsvetenskap vid Stockholms universitet och, efter att 1970 ha utvandrat till Kanada, vid Université de Montréal där han tog en Bachelor of Arts 1973. Han har också studerat historia och film på McGill University och Concordia University i Montreal.
Han gjorde radiodokumentärer för kanadensisk och svensk public service 1972–1980 och var 1980–1986 producent för engelsk- och franskspråkiga program hos CBC. Från 1986 arbetade han i egen regi. Han undervisade vid Quebec Film School, L'INIS. Från 1980-talet gjorde han omkring 15 filmer, flera visades i SVT. Han mottog också pris för flera av sina dokumentärer.

## Filmografi i urval

### Manus
- 1996 – Power (dokumentär)
- 1996 – Le grand tumulte
- 2002 – Maxime, McDuff & McDo (dokumentär)
- 2002 – Rivières d'argent (dokumentär)
- 2009 – L'art en action (dokumentär)
- 2012 – Ma vie réelle (dokumentär)
- 2014 – Granny Power (dokumentär)

### Regi
- 1990 – Uranium (dokumentär)
- 1996 – Power (dokumentär)
- 1996 – Le grand tumulte
- 1999 – Enfants de choeurs! (dokumentär)
- 2002 – Maxime, McDuff & McDo (dokumentär)
- 2009 – L'art en action (dokumentär)
- 2010 – Les Super mémés (dokumentär)
- 2012 – Ma vie réelle (dokumentär)
- 2014 – Granny Power (dokumentär)